# 1945
1945 (MCMXLV) var ett normalår som började en måndag i den gregorianska kalendern.

## Händelser

### Januari

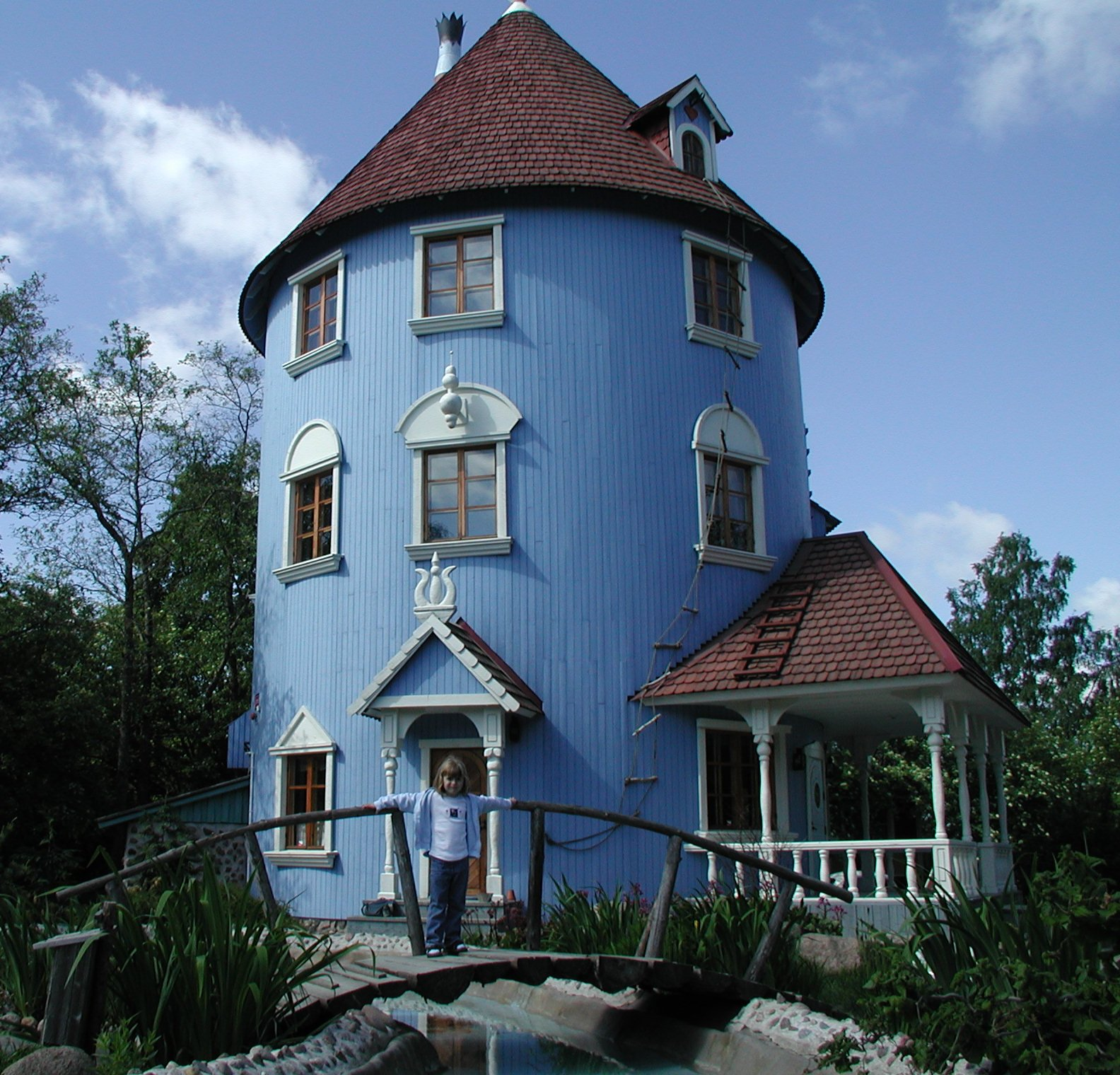
Mumintrollen.

- Januari – Mumintrollen debuterar i Tove Janssons bok Småtrollen och den stora översvämningen.[1]

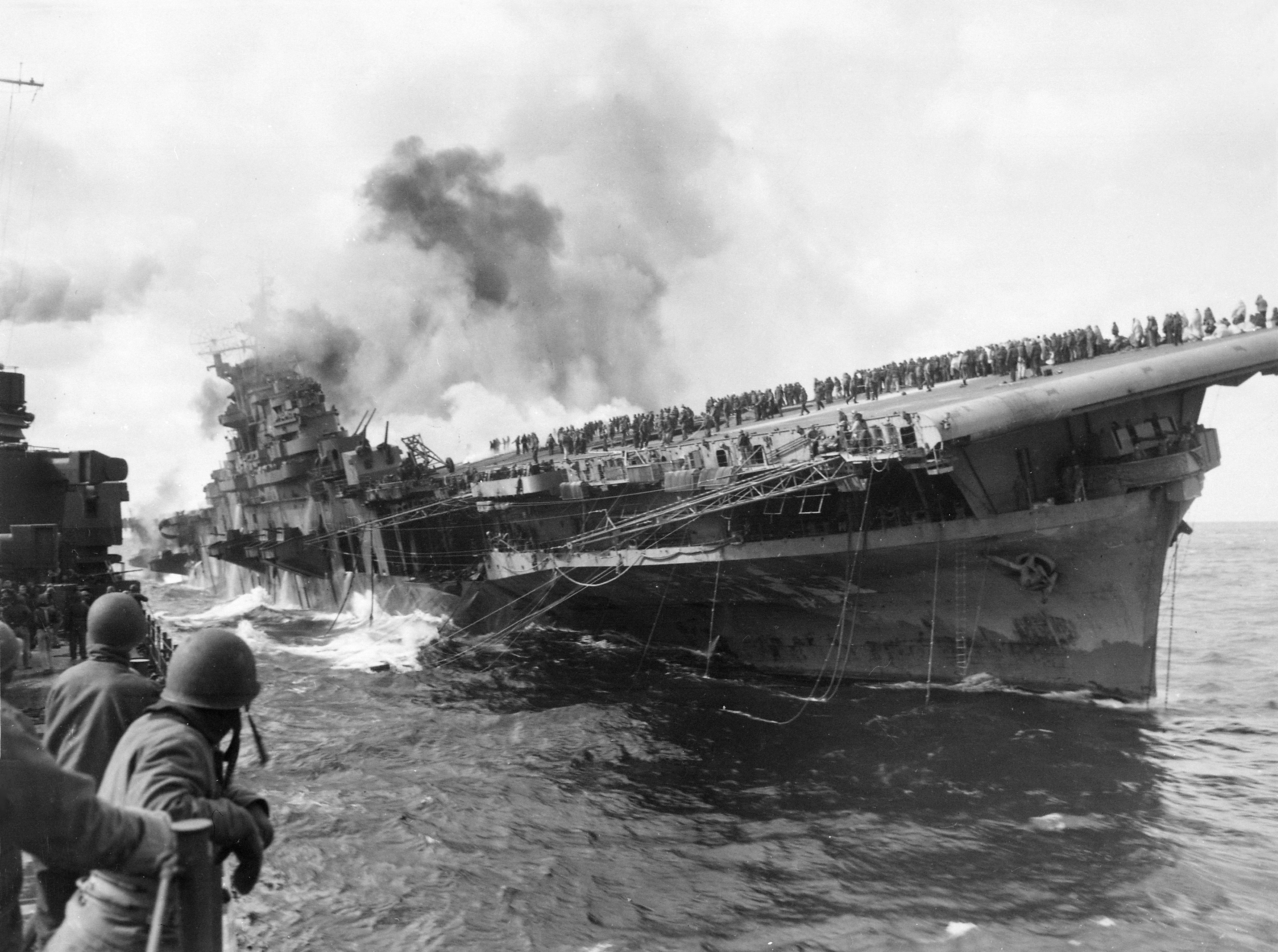
USS Franklin i brand, 19 mars 1945.

- 5 januari – Sovjetunionen erkänner den nya sovjetvänliga regeringen i Polen.
- 7 januari – Saltransonering införs i Sverige. Sveriges avspärrning skärps och försörjningslägret försämras.[2]
- 11 januari – Sverige skriver inte på nytt handelsavtal med Tyskland.[3]
- 13 januari – Sovjetiska trupper når Ungerns huvudstad Budapest.
- 17 januari
  - Sovjetiska trupper erövrar den nästan helt raserade polska huvudstaden Warszawa från tyskarna.
  - Nazisterna påbörjar evakueringen av Auschwitz då sovjetiska trupper närmar sig.
  - Den svenske diplomaten Raoul Wallenberg, legationssekreterare vid Sveriges ambassad i Budapest, som räddat 10 000-tals ungerska judar undan nazisterna, fängslas och förs bort av sovjetiska styrkor i Budapest och försvinner.[4]
- 18 januari – Svenskan Jane Horney försvinner under oklara omständigheter på en dansk fiskebåt i Öresund, och under året avslöjas att hon avrättats av danska motståndsrörelsen som tysk spion.[3]
- 20 januari - Missouridemokraten Harry Truman blir USA:s nye vicepresident efter Henry Wallace .
- 26 januari – USA:s infanteri vid Holtzwihr i Frankrike utför en aktion, för vilken Audie Murphy får en Medal of Honor.[5]

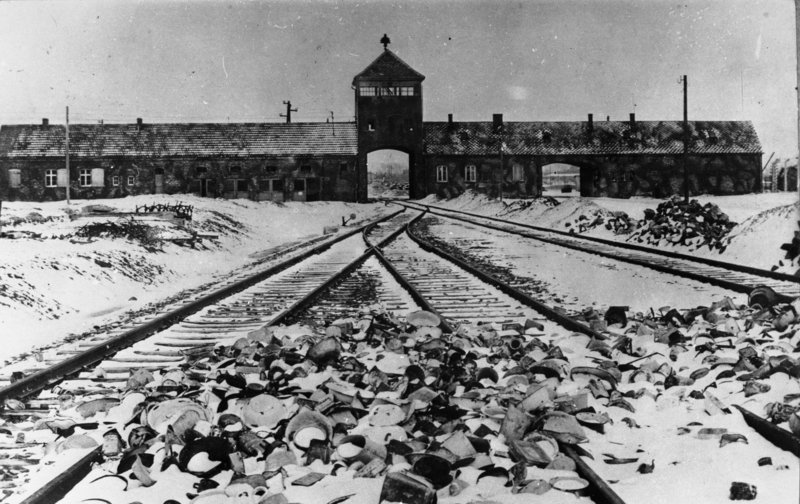
Auschwitz befrias av Röda armén.

- 27 januari – Röda armén befriar de 5 000 återstående fångarna i förintelselägret Auschwitz,[4] vilket sedermera leder till att 27 januari antas som förintelsens minnesdag.
- 29 januari – Svenska institutet med tillägget "för kulturellt utbyte med utlandet" skapas med uppgift att verka för Sveriges anseende i världen.
- 30 januari – Wilhelm Gustloff, ett tyskt kryssningsfartyg med cirka 10 000 flyktingar från Gdynia sänks av den sovjetiska ubåten S-13, och 9 300 omkommer. Enligt Nationalencyklopedin NE.se var antalet passagerare "minst 6 600", varav 5 384 beräknas ha omkommit.[6]

### Februari

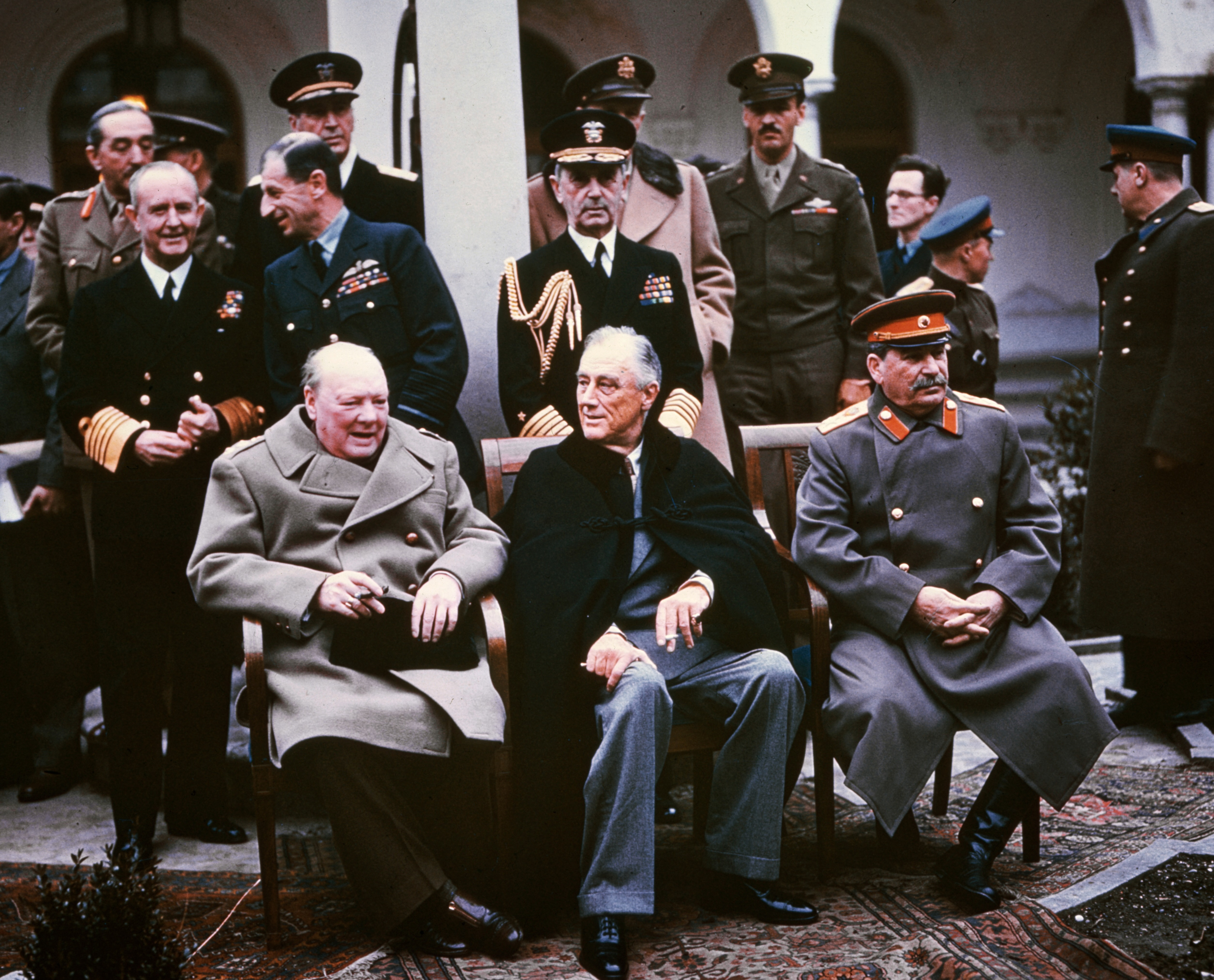
Segrarna i andra världskriget, Churchill, Roosevelt och Stalin vid toppmötet i Jalta 1945.

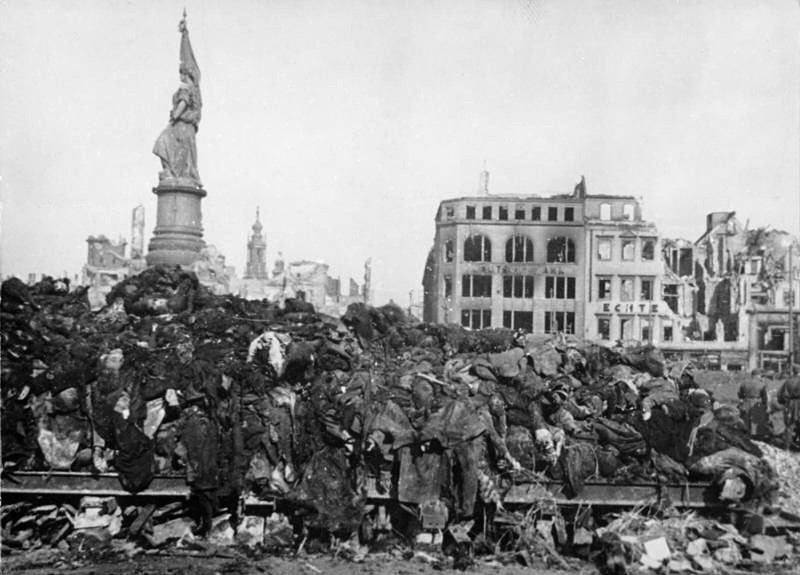
En hög med döda kroppar hopsamlade efter Bombningen av Dresden.

- 4–11 februari – Jaltakonferensen hålls med deltagande av Winston Churchill (Storbritannien), Franklin D. Roosevelt (USA) och Josef Stalin (Sovjetunionen), som drar upp riktlinjerna för framtidens Europa i väntan på Tysklands kapitulation.[4] Europa delas upp i intresseområden, varvid Stalin kräver diverse östeuropeiska stater, som en buffertzon mot övriga Europa.
- 5 februari – 125 000 svenska metallarbetare går i strejk, den mest omfattande arbetskonflikten i Sverige sedan storstrejken 1909.[3]
- 8 februari – Dresden i sydöstra Tyskland utsätts för ett kraftigt bombanfall, genomfört av USA, varvid ca 35 000 invånare omkommer.
- 10 februari – Sveriges utrikesminister Christian Günther uttalar sig för en räddningsaktion för norska och danska fångar i Tyskland.
- 12 februari – Sveriges ambassadör i Tyskland meddelar tyska utrikesministeriet att Sverige kan ta emot judar "utan inskränkning".
- 13 februari – De allierades flygbombningar av Tysklands städer kulminerar med att Dresden läggs i ruiner.[4]
- 19 februari
  - Den svenske greven Folke Bernadotte kommer till Berlin, där han träffar Heinrich Himmler, för att förhandla om frisläppande av skandinaviska koncentrationslägerfångar.
  - 35 000 amerikanska soldater landstiger på ön Iwo Jima, som erövras efter en månad.[1]
- 19–20 februari – 980 japanska soldater dödas av saltvattenskrokodiler i Ramree, Burma.[7]
- 23 februari
  - Filippinernas huvudstad Manila erövras från japanerna av amerikanska trupper.
  - Den sydtyska staden Pforzheim förstörs genom ett allierat bombanfall.

### Mars

Vita bussarna.

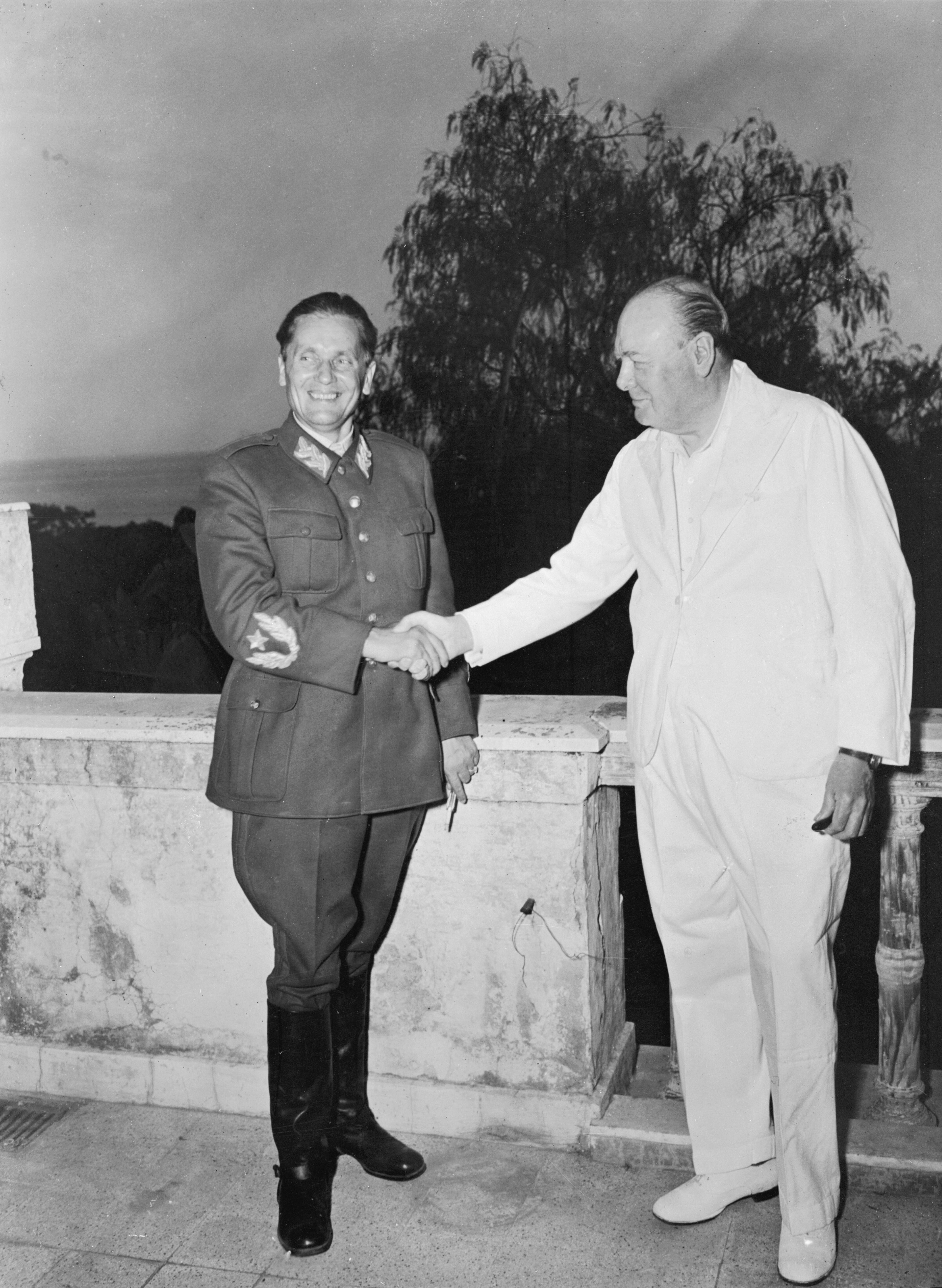
Josip Broz Tito

- 2 mars – Bachem Ba 349 Natter skickas iväg från Stetten am kalten Markt och är den första raketen utvecklad som luftvärnsvapen. Avfyrningen misslyckas och piloten omkommer.[8]
- 3 mars – Poeten Pablo Neruda blir senator i Chile.
- 4 mars – Finland förklarar krig mot Tyskland.[9]
- 6 mars
  - Folke Bernadotte uttalar, att han anser att man bör börja med att rädda judar från koncentrationslägret Theresienstadt.
  - En kommunistisk regering installeras i Rumänien.
- 7 mars – Bron över Rhen vid Remagen intas av amerikanska trupper, som börjar gå över den.[9]
- 7–8 mars – Folke Bernadottes vita bussar samlas i Trelleborg i Sverige.
- 8 mars – Josip Broz, alias "Tito", bildar regering i Jugoslavien.
- 9 mars
  - Svenska Röda Korset sänder 75 vitmålade bussar och lastbilar i en aktion till Tyskland, ledd av Folke Bernadotte, för att i första hand befria nordiska fångar ur koncentrationslägren.[4]
  - Amerikanska bombflygplan B-29 Superfortress anfaller Japans huvudstad Tokyo med brandbomber. Mer än 100 000 invånare omkommer.
- 15 mars – Ingrid Bergman får en Oscar för sin roll i filmen Gasljus, regisserad av George Cukor.
- 16 mars
  - Den svenske säkerhetschefen beordrar att endast ledande nazister och kommunister skall registreras.
  - Amerikanerna står som segrare över japanerna, när slaget om Iwo Jima tar slut.
  - Lennart Hyland anställs vid Sveriges Radio.[10]
- 18 mars – Ett stort amerikanskt bombanfall genomförs mot Berlin.
- 19 mars
  - Adolf Hitler ger order om att alla fabriker och kommunikationer i Tyskland ska förstöras.
  - Det amerikanska hangarfartyget USS Franklin skadas allvarligt av japanskt bombflyg, varvid 800 sjömän omkommer.
- 26 mars – Vid ett möte på svenska UD bestäms att man med de vita bussarnas hjälp i första hand skall rädda danskar och norrmän, i andra hand 25 000 fransyskor, i tredje hand judar.
- 27–28 mars – Svenska Röda korset tvingas föra 2 000 sjuka och döende franska, ryska och polska fångar från uppsamlingslägret Neuengamme till ännu omänskligare filialläger. Därigenom bereder man plats åt danska och norska fångar, som skall föras från Tyskland.
- 30 mars – Sovjetunionen invaderar Österrike och intar Wien.

### April

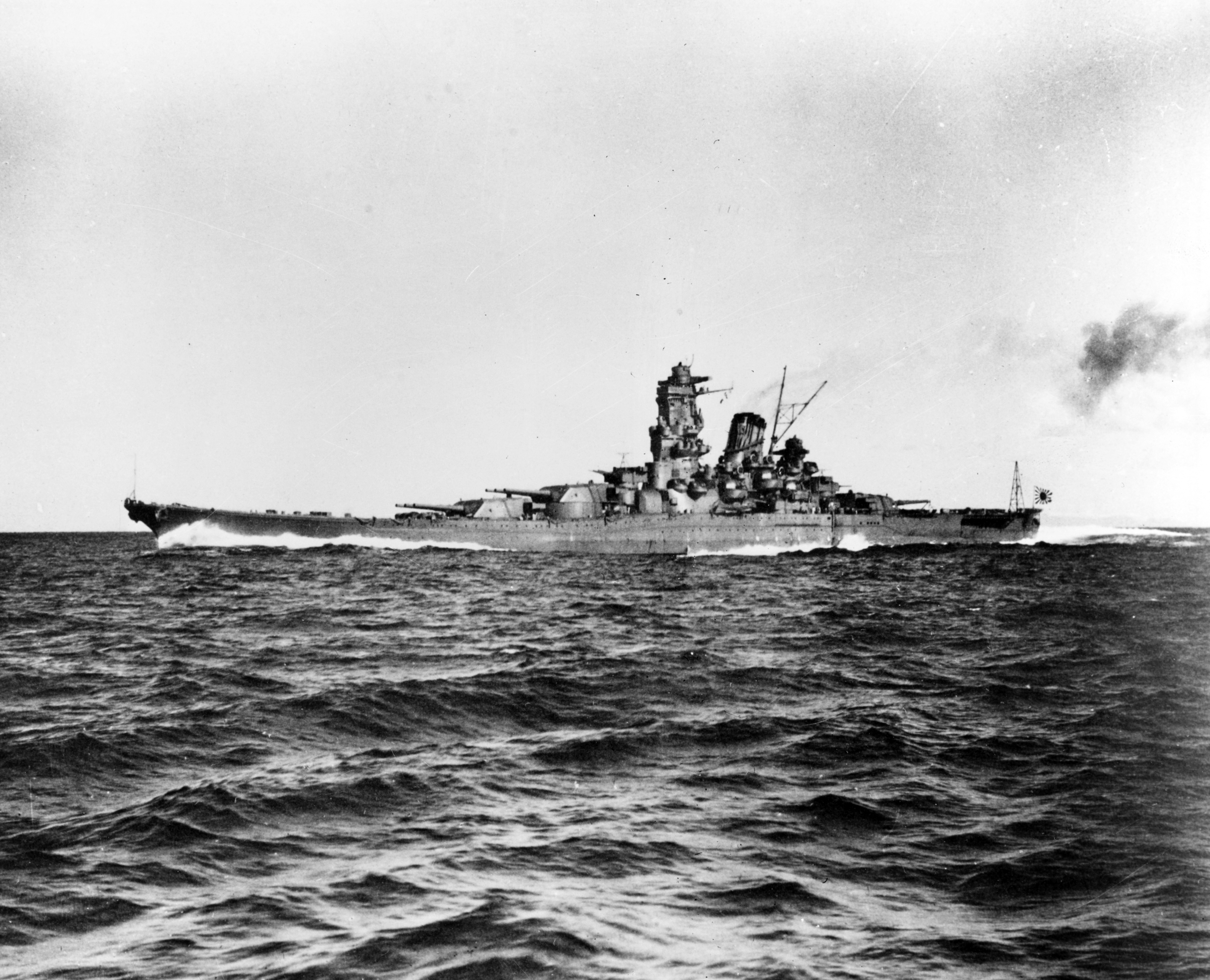
Yamato

Arabförbundet.

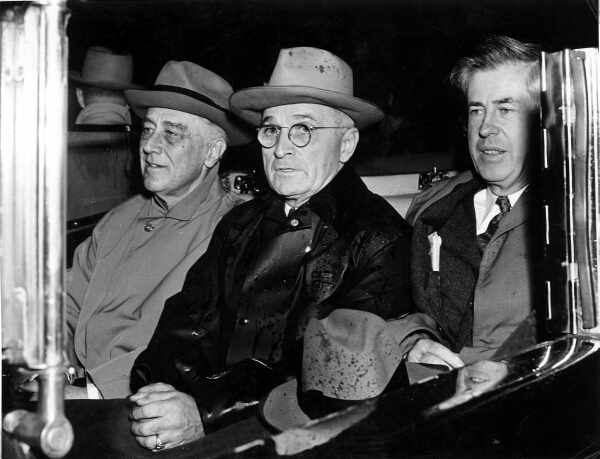
Harry S. Truman.

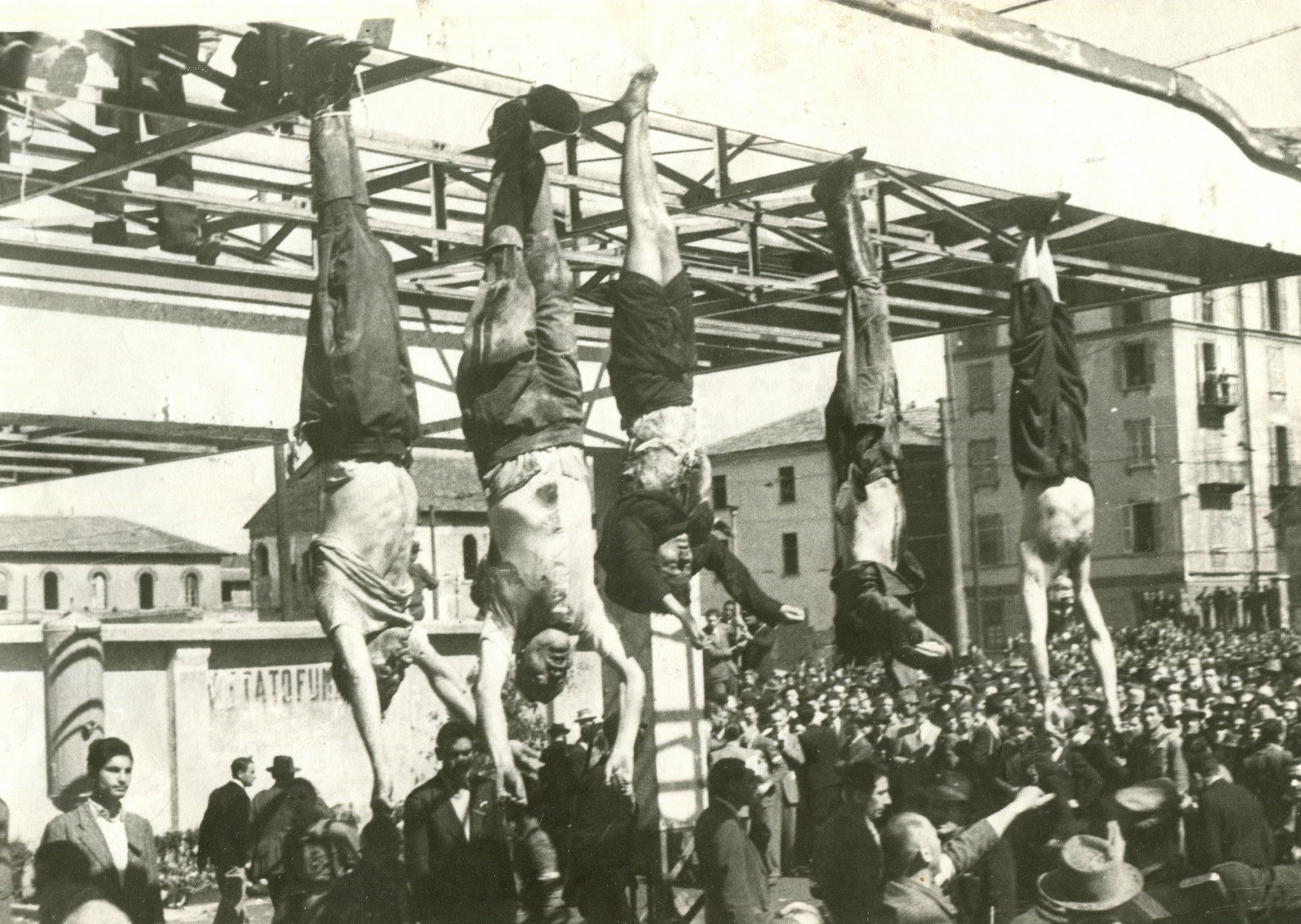
Mussolinis kropp bredvid sin älskarinna Clara Petacci och andra avrättade fascister i Milano den 29 april 1945, i Piazzale Loreto, samma plats där fascisterna ett år tidigare hade hängt upp 15 milanesiska civilister som hämnd för motståndsaktiviteter. Kropparna från vänster till höger: Nicola Bombacci, Benito Mussolini, Clara Petacci, Alessandro Pavolini och Achille Starace.

- April – Vita bussarna anländer till Buchenwald.[11]
- 4 april – Det första reportaget i Sverige från de tyska utrotningslägren publiceras.[2]
- 5 april – Svensk-tyskar hämtas från Tyskland till Sverige med de vita bussarna.
- 7 april
  - Danska rödakorsfordon ansluts till vita buss-aktionen.
  - Det japanska slagskeppet Yamato – världens största slagskepp – sänks cirka 200 km norr om Okinawa av amerikanska hangarfartygsbaserade flygplan med bomber och torpeder i samband med ett självmordsuppdrag, operation Ten-Go, för att anfalla amerikanska marina styrkor som stöder armétrupper i slaget om Okinawa.
- 8 april – Skandinaviska kvinnor hämtas av de vita bussarna från koncentrationslägret Ravensbrück.
- 9 april – Minst 360 personer omkommer då ett amerikanskt fartyg lastat med flygbomber sjunker i Bari.[12]
- 10 april
  - Under vita buss-aktionen hämtar internationella Röda korset 299 franska kvinnor från koncentrationslägret Ravensbrück, varav sju är judinnor.
  - Allierade trupper befriar koncentrationslägret Buchenwald.
- 11 april – Amerikanska trupper rycker in i koncentrationslägret Dora-Mittelbau.
- 12 april – USA:s president Franklin D. Roosevelt avlider genom en hjärnblödning[4] och efterträds av vicepresidenten Harry S. Truman.[1]
- 13 april – Sovjetiska soldater går in i Wien, och startar sedan slutoffensiv mot Berlin.[1]
- 15 april – Brittiska trupper befriar koncentrationslägret Bergen-Belsen.
- 18 april – De svenska vita bussarna räddar alla skandinaviska judar i koncentrationslägret Theresienstadt.
- 20 april
  - Skandinaviska koncentrationslägerfångar börjar transporteras från lägret Neuengamme av de vita bussarna.
  - Leipzig intas av amerikanska armén. Sovjetiska trupper står vid Hohenfinow öster om Berlin.
- 20–24 april – Norbert Masur, Felix Kersten och Folke Bernadotte träffar Heinrich Himmler och diskuterar frisläppandet av fler skandinaviska lägerfångar.
- 21 april – 53 norska judar förs till Sverige av de vita bussarna.
- 22 april – Arabförbundet bildas.
- 22–29 april – Nästan 3 000 kvinnor räddas från koncentrationslägret Ravensbrück genom de vita bussarnas försorg.
- 23 april – Heinrich Himmler möter Folke Bernadotte på Eschenburgerstrasse 7 i Lübeck, och ber denne framföra till de allierade att han medger nederlaget.
- 25 april
  - Man börjar ta ombord kvinnliga fångar på de vita bussarna i Ravensbrück.
  - Brittiskt jaktflyg angriper en svensk vita buss-konvoj, varvid en rödakorsman och flera kvinnliga offer dödas. Ytterligare brittiska bombanfall skördar 25 offer.
  - Överläggningar angående bildandet av Förenta nationerna inleds i San Francisco.
  - För första gången under kriget möts amerikanska och sovjetiska trupper i staden Torgau vid Elbe, vilket leder till att Tyskland delas i två delar.[1]
  - Berlin inringas av sovjetiska trupper.
- 26 april – Vita buss-aktionen stoppas på grund av flyganfallen mot den.
- 28 april – Benito Mussolini och hans älskarinna Clara Petacci tas till fånga, arkebuseras och hängs upp och ned av italienska partisaner inför allmänheten på Piazzale Loreto i Milano.[4]
- 29 april – Adolf Hitler gifter sig med sin älskarinna Eva Braun.

- 30 april

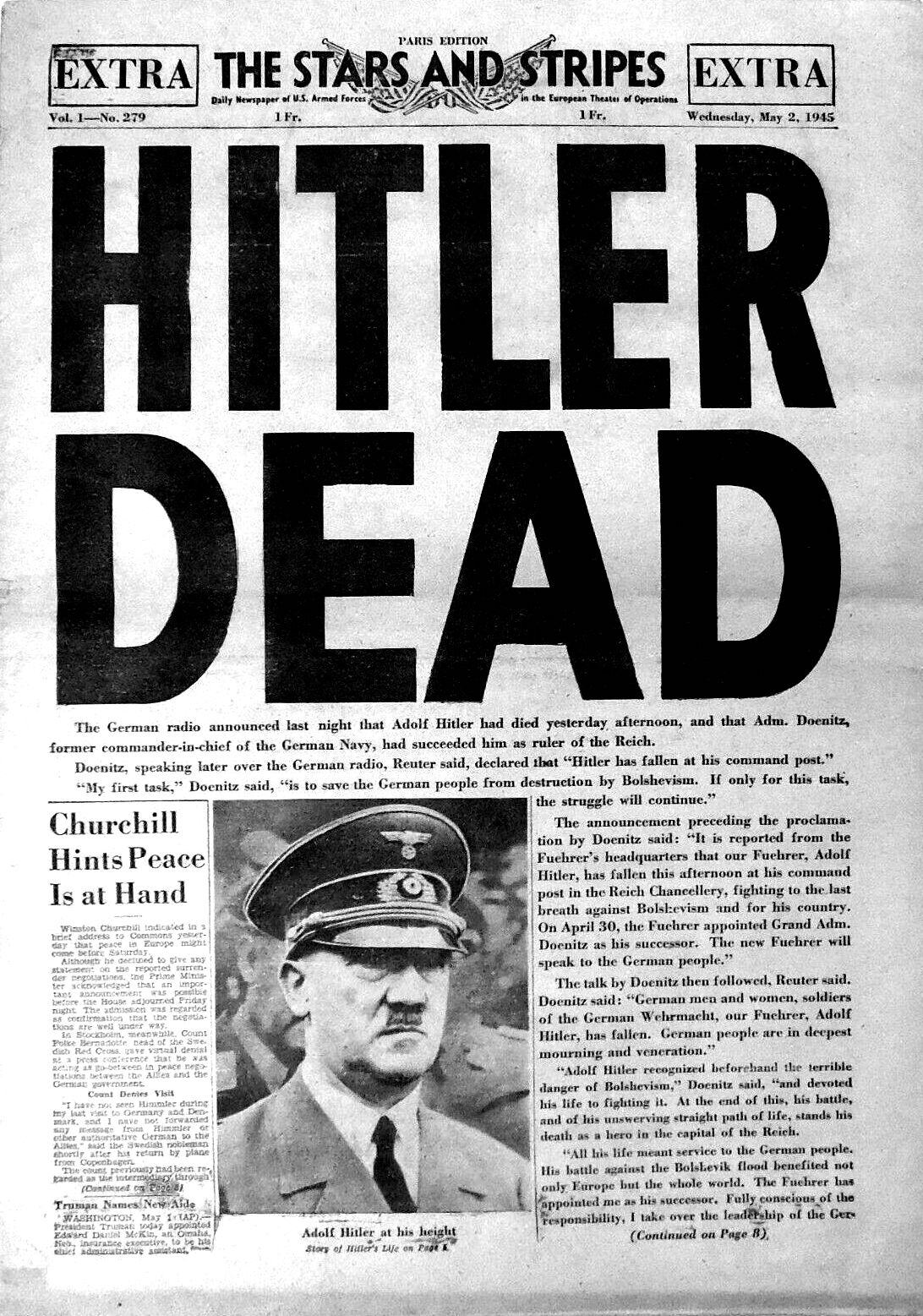
Adolf Hitler och Eva Brauns, självmord.

  - Adolf Hitler och hans nyblivna hustru (se 29 april) Eva Braun begår självmord i Führerbunkern i Berlin.[4]
  - Storamiral Karl Dönitz efterträder Hitler som tysk rikspresident. Joseph Goebbels utses till rikskansler.
- April – Minst 600 frivilliga inkallas till Trossnäs vid Karlstad, för att sättas in som soldater i Norge i slutkampen mot tyskarna. Gruppen hinner dock inte organiseras innan tyskarna kapitulerar, varför den aldrig sätts in.

### Maj
- 1 maj

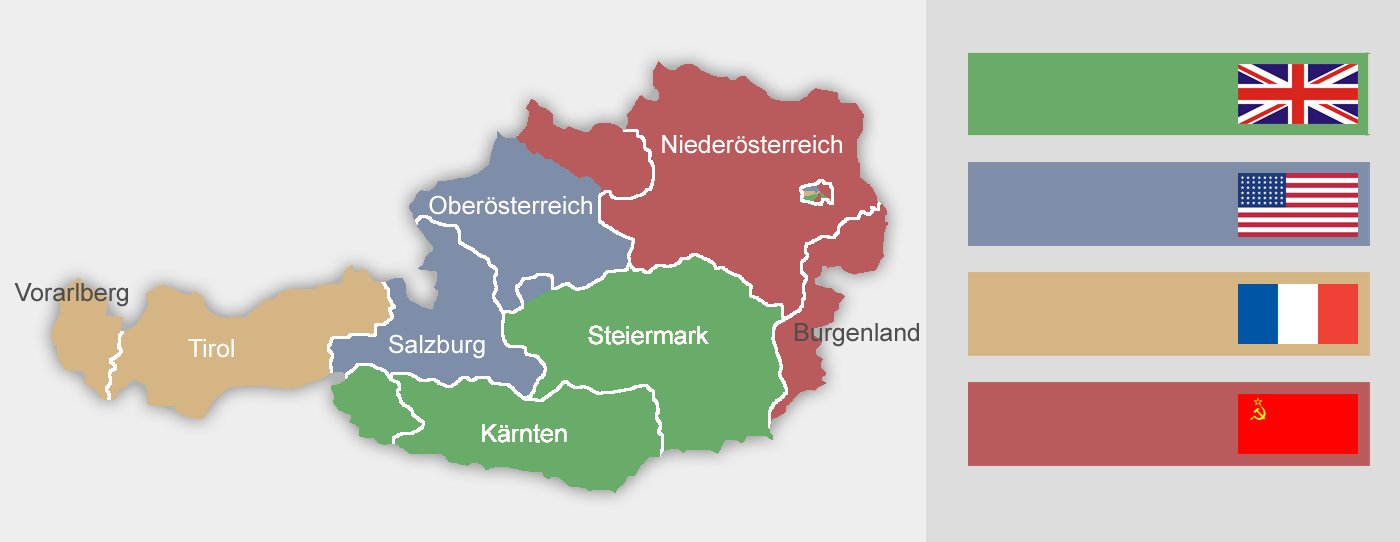
Österrike

  - Joseph Goebbels och hans hustru mördar sina sex barn och begår sedan självmord, vilket också ett antal generaler gör.
  - Storamiral Karl Dönitz utnämner greve Lutz Schwerin von Krosigk till tysk rikskansler.
  - Svenska Röda Korsets räddningsaktion med vita bussar har lyckats föra 16 000 fångar från koncentrationsläger i Tyskland till Sverige.[3]
- 2 maj
  - Sovjetiska trupper intar Berlin.[9]
  - Tyska soldaterna i Italien kapitulerar.[9]
- 3 maj
  - Den svenske säkerhetschefen beordrar att endast ledande nazister, ej kommunister, skall registreras.
  - Britterna bombar av misstag fartyg med koncentrationslägerfångar på väg till Sverige; fler än 10 000 drunknar utanför Lübeck.
  - Wernher von Braun och 120 av hans medarbetare kapitulerar till amerikanska trupper.
- 4 maj
  - Den sista gruppen kvinnliga koncentrationslägerfångar förs till Sverige med de vita bussarna.
  - Nederländerna blir åter fritt från den tyska ockupationen.[13]
  - Danmark blir åter fritt från den tyska ockupationen.[14]
  - Tre pråmar med judar, däribland Trudi Birger, räddas av brittiska fartyg på Östersjön.

- 7 maj

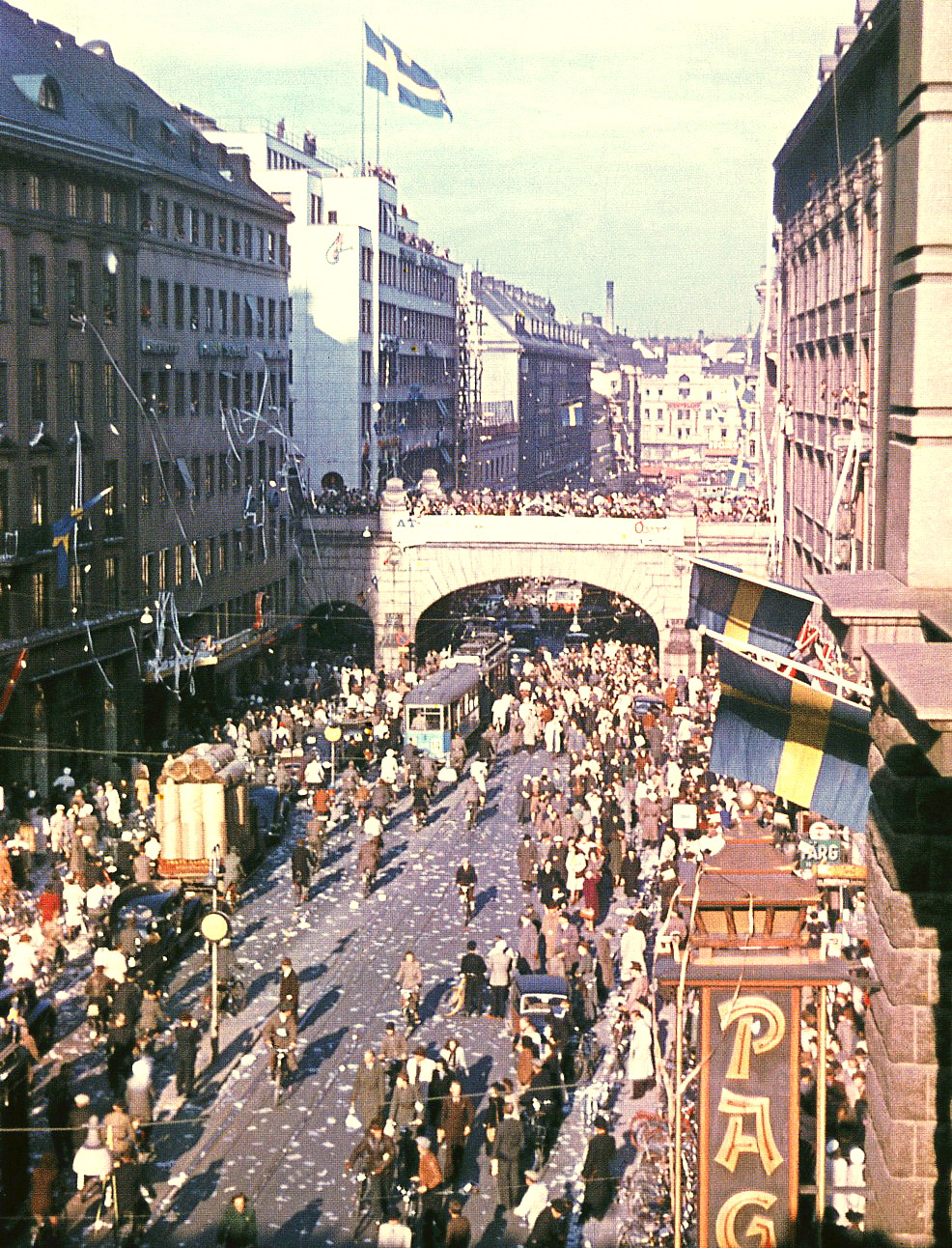
Fredsfest.

  - Tyskland kapitulerar villkorslöst i general Dwight D. Eisenhowers högkvarter i Reims, och andra världskriget tar slut i Europa [4]. Bland annat blir Norge åter fritt från den tyska ockupationen. Glädjescener utbryter i hela Sverige, mest kända är bilderna från Kungsgatan i Stockholm där karnevalsstämning utbryter.[4]
  - Sveriges statsminister Per Albin Hansson säger efter Tysklands kapitulation om Sverige att det är en "glädje att landet kunnat hållas utanför kriget, och lyckats undgå den förstörelse som råder i övriga Europa".[3]
- 8 maj – Denna dag tar andra världskriget i Europa officiellt slut och den proklameras som VE-dagen (Victory in Europe; Seger i Europa). Glädjescener utbryter i hela Europa.
- 9 maj
  - Amerikanska trupper infångar Hermann Göring.
  - Norska trupper griper Vidkun Quisling.
  - Sovjetiska soldater ockuperar Bornholm.[9]
- 14 maj – Österrike förklarar sig självständigt.[9]
- 23 maj
  - Allierade soldater ockuperar Tyskland.[9]
  - Heinrich Himmler begår självmord i brittisk fångenskap.
  - Brittiska trupper griper rikspresident Karl Dönitz och den tyska riksregeringen i Flensburg. Det tyska riket grundat 1871 kan därmed ha sägas upphört.
  - Sveriges riksdag avskaffar de så kallade fattigvårds- och konkursstrecken, som inneburit att om man befunnit sig i oavslutad konkurs eller erhållit fattigvård har de medborgerliga rättigheterna inskränkts.[3]
- 28 maj – William Joyce alias Lord Haw-Haw infångas. Han ställs senare inför rätta i London för förräderi för sina engelskspråkiga sändningar i tysk radio riktade till allierade soldater. Han avrättas genom hängning i januari 1946.
- Maj
  - De första befriade fångarna kommer till Sverige med de vita bussarna.
  - Man börjar förhandla om den svenska samlingsregeringens upplösning. Per Albin Hansson, som vill behålla den av fruktan för den svåra efterkrigspolitiken, får inget stöd för den någonstans.

### Juni

Förenta nationerna

- Juni – Tåg transporterar sovjetiska krigsfångar genom Sverige transiteras till fartyg i Luleå, Sundsvall och Gävle för vidareresa till Sovjetunionen.[15]
- 5 juni – Andra världskrigets segermakter delar upp Tyskland i fyra ockupationszoner, och Berlin i fyra sektorer.[4]
- 7 juni – Kung Håkon VII av Norge återvänder till Oslo.
- 9 juni – De svenska socialdemokraterna får igenom ett krav på utredning om vidsträckta förstatliganden.[2]
- 11 juni
  - Franckkommittén rekommenderar atombombning av Japan.[16]
  - I Berlin bildar Grupp Ulbricht det nya KPD, Tysklands kommunistiska parti.
- 23 juni – Den norska dagstidningen Verdens Gang grundas.
- 26 juni – FN:s stadgar undertecknas i San Francisco av 51 stater.[4]
- 29 juni – 4 personer omkommer då ett nattsnälltåg och ett godståg kolliderar i  Gådsjö, Sverige.[12]

### Juli

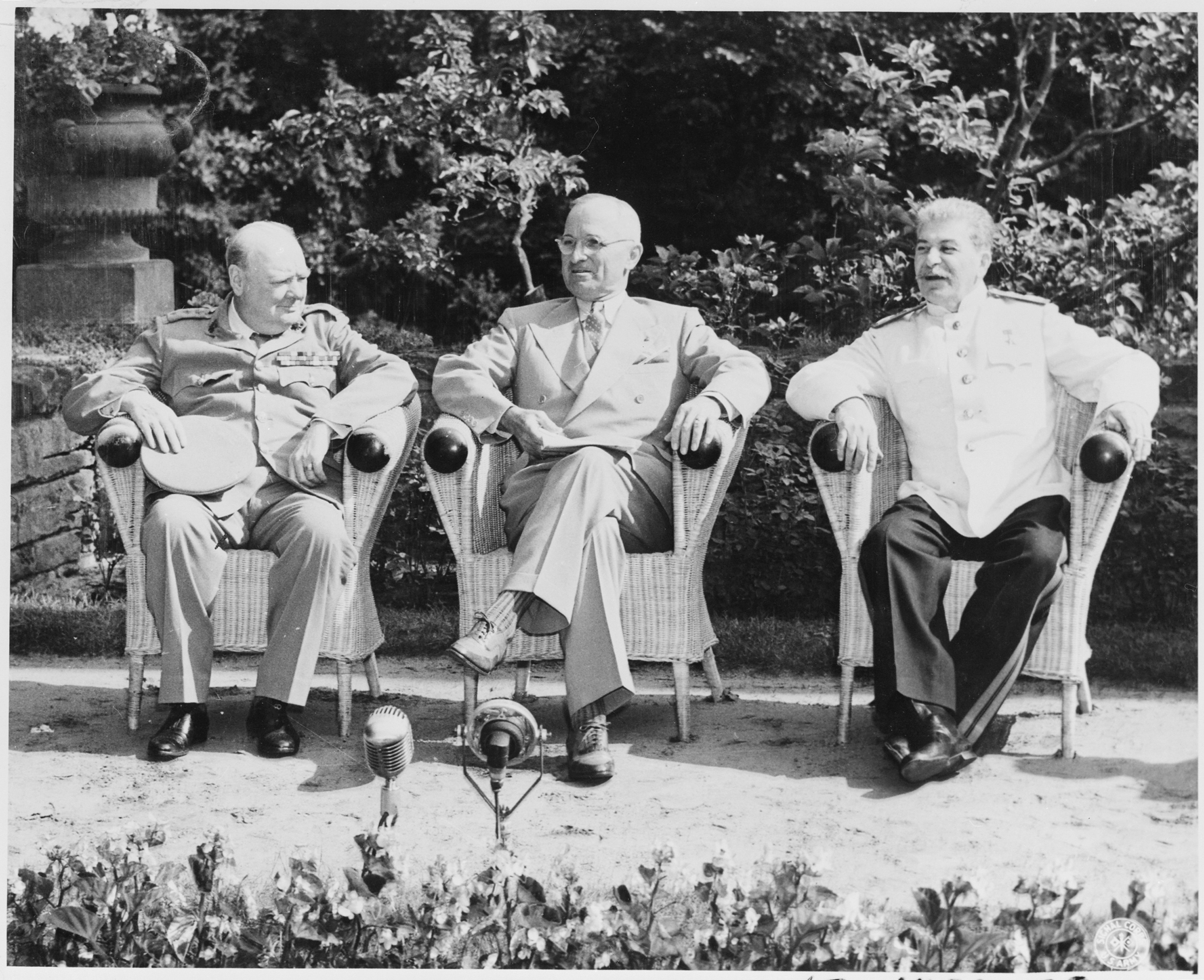
Potsdamkonferensen

- 1 juli – Tyskland delas mellan de fyra ockupationsmakterna Storbritannien, USA, Frankrike och Sovjetunionen.[2]
- 5 juli – Filippinerna befrias från Japans ockupation.[9]
- 6 juli – Den svenska metallarbetarstrejken, och Sveriges största arbetskonflikt sedan storstrejken 1909, avblåses då Svenska metallindustriarbetareförbundet, med starkt kommunistinslag i ledningen, godtagit arbetsgivarnas bud efter fem månader.[2]
- 8 juli – Harry S. Truman informeras om att Japan vill inleda fredsförhandlingar om man får behålla kejsaren.[16]
- 9 juli – En total solförmörkelse inträffar över Sverige.
- 16 juli – Den första atombomben sprängs i Alamogordoöknen i New Mexico, cirka 100 kilometer nordväst om staden Alamogordo i det så kallade Trinitytestet.[1]
- 17 juli–2 augusti – Potsdamkonferensen, mellan Storbritannien, USA och Sovjet äger rum. Man diskuterar hur man skall göra med de besegrade länderna Tyskland och Italien och slutföra kriget mot Japan.
- 21 juli – USA:s president Harry S. Truman godkänner beslutet att USA skall använda atombomberna mot Japan.[16]
- 26 juli
  - Winston Churchill avgår som brittisk premiärminister till följd av Labourpartiets seger i de allmänna valen. Han efterträds av Clement Attlee.
  - Potsdamdeklarationen kräver att Japan villkorslöst kapitulerar; Artikel 12 som hindrar Japan från att ha kvar kejsaren har förkastats av USA:s president Harry S. Truman.[16]
- 28 juli
  - 28 människor dödas då ett flygplan kolliderar med Empire State Building.[1]
  - Japan förkastar Potsdamdeklarationen.[16]
- 29 juli – Clement Attlee börjar representera Storbritannien på Potsdamkonferensen.[9]
- 31 juli – Den samlingsregering som styrt Sverige under andra världskriget avgår, varvid Per Albin Hanssons regering ombildas till en ren socialdemokratisk regering.[4] Tage Erlander blir Sveriges nye ecklesiastikminister.

### Augusti

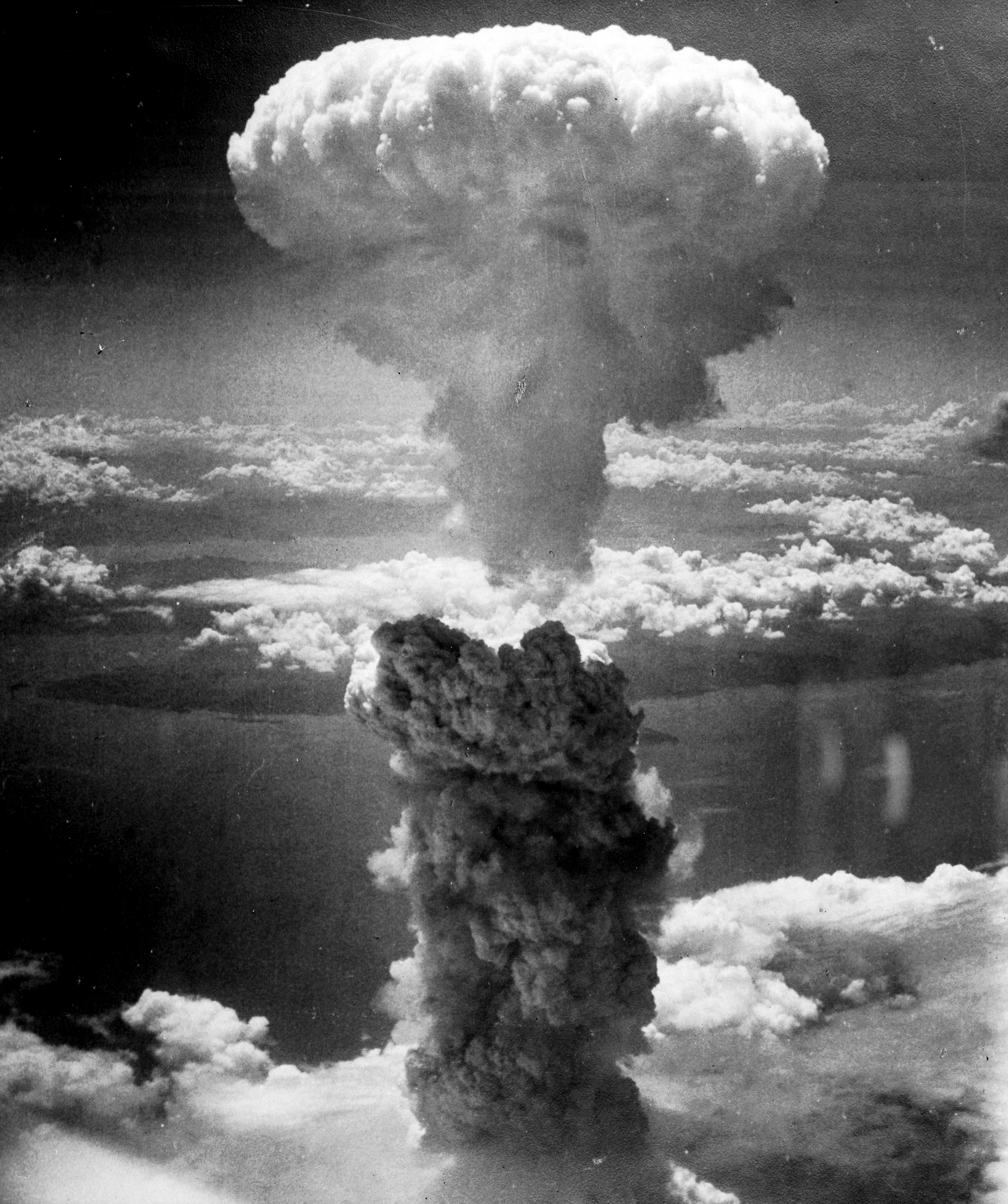
Hiroshimabomben.

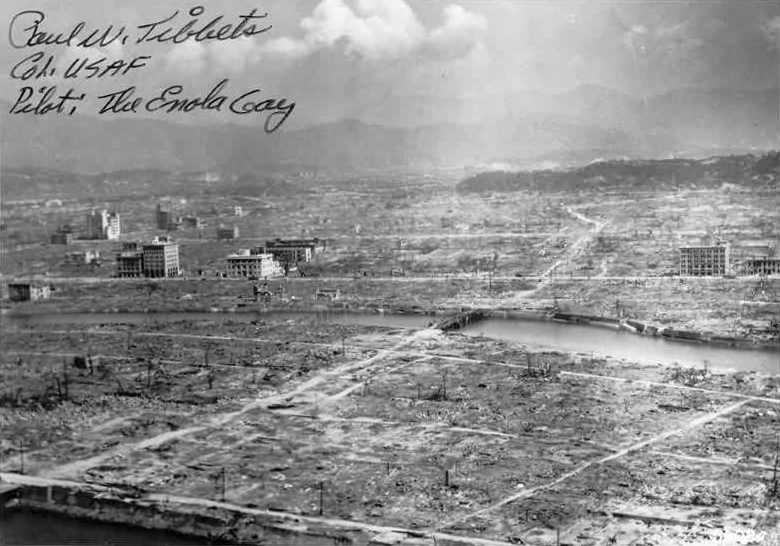
Hiroshima efter atombomben.

- 6 augusti – USA fäller den första atombomben använd i krig över Hiroshima.[4] 60 000 invånare omkommer omedelbart.
- 8 augusti – Sovjetunionen förklarar Japan krig och inleder operationer mot de japanska styrkorna i Manchuriet[9] och Korea.
- 9 augusti
  - USA fäller den andra atombomben använd i krig över Nagasaki.[4] 60 000–80 000 invånare omkommer och cirka 20 000 skadas direkt.
  - Sovjetiska armén inleder sin offensiv mot Japan i norra delen av Japan-kontrollerade Manchuriet.[17]
- 12 augusti – Smythrapporten, den första officiella redogörelsen för Manhattanprojektet, offentliggörs.
- 14 augusti – Japans kejsare Hirohito proklamerar Japans villkorslösa kapitulation till USA, och andra världskriget är definitivt över.[4] Alliansfördrag mellan Kina och Sovjetunionen.[9]
- 15 augusti – Japan kapitulerar till USA.
- 17 augusti – Indonesiska nationalister förklarar sig självständiga från Nederländerna. Achmad Sukarno blir president.
- 28 augusti – Amerikanska soldater landstiger i Japan.[9]

### September
- 1 september

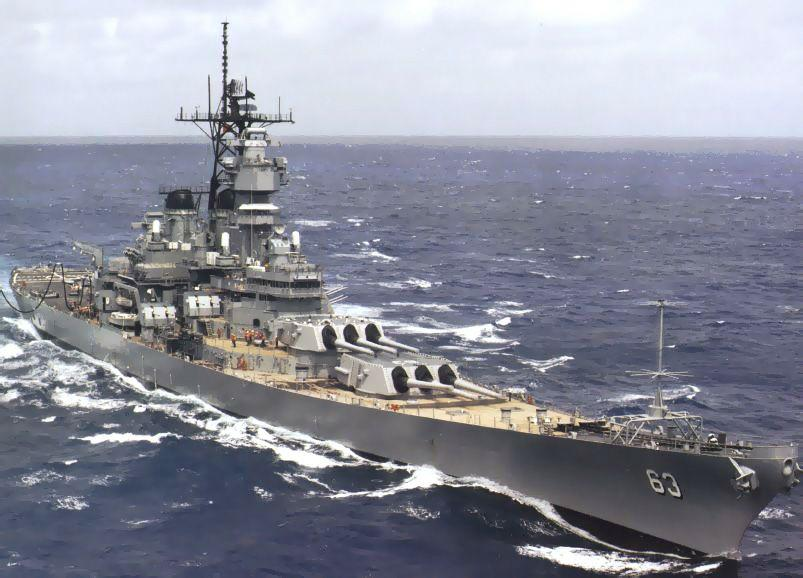
USS Missouri

  - Penicillin visar sig vara sensationellt effektivt mot gonorré.[1]
  - En ny svensk läroverksstadga träder i kraft.
- 2 september – Japans officiella, villkorslösa kapitulation skrivs under ombord på båten USS Missouri. Närvarande är general Douglas MacArthur,[9] amiral Chester Nimitz för USA och utrikesminister Mamoru Shigemitsu och general Yoshijiro Umezu för Japan. Därmed är andra världskriget officiellt slut.
- 7 september – Den första bananbåten efter andra världskriget anlöper Göteborg.[2]
- 8 september
  - Amerikanska trupper ockuperar den södra och sovjetiska den norra delen av Korea och gränsen skapas vid 38:e breddgraden,[9] vilket kommer att visa sig vara inledningen till Koreakriget.
  - Japans utrikesminister Tojo Hideki försöker begå självmord för att undkomma krigsförbrytarrättegång.
- 10 september – Vidkun Quisling döms till döden i Norge.[1]
- 20 september – Den svenska tobaksransoneringen upphör.[18]
- 30 september – Den svenska Informationsstyrelsens verksamhet upphör.
- September – De nordiska socialministrarna lägger fram ett utkast om gemensam arbetsmarknad.
- Andra halvan av året – En utredning om den svenska oljehandelns organisation tillsätts. Man tillsätter också en utredning med uppgift att reformera det svenska skattesystemet.

### Oktober
- 17 oktober – Överste Juan Perón genomför en statskupp och blir Argentinas ledare.
- 21 oktober – Kvinnlig rösträtt införs i Frankrike.
- 22 oktober – Sveriges utrikesminister Östen Undén deklarerar i Sveriges riksdag att Sverige bör göra vissa avkall på neutraliteten för att kunna bli medlem i FN.[2]
- 24 oktober
  - FN:s stadgar träder i kraft.[9]
  - Den norske landsförrädaren Vidkun Quisling, som dömts till döden av en domstol i Oslo, arkebuseras vid Akershus fästning.[4]
- Oktober
  - USA skickar 5 000 marinsoldater till norra Kina för att hjälpa kinesiska nationalister att avväpna japanerna i Kina, samt för att kontrollera hamnar, järnvägar och flygfält. USA har redan 60 000 soldater kvar i Kina vid krigsslutet.[19]
  - I och med detta års slankvecka avskaffas det svenska statarsystemet.

### November

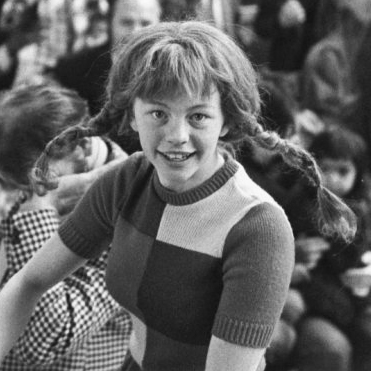
Pippi Långstrump.

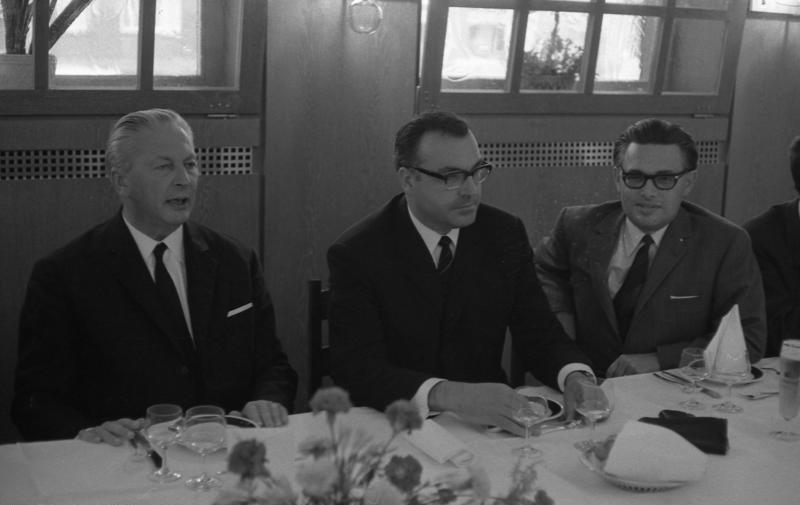
CDU.

- 13 november – Charles de Gaulle återväljs till posten som Frankrikes premiärminister (ordförande för den provisoriska regeringen).[20]
- 14 november – Nürnbergprocessen, där 24 tyska krigsförbrytare ställs inför rätta, inleds.[1]
- 15 november – Harry S. Truman, Clement Attlee, och Mackenzie King åberopar att FN inrättar en atomenergikommission.[16]
- 19 november – Charlie Chaplins film Diktatorn har svensk premiär. Under kriget har den varit totalförbjuden, eftersom den driver med Nazityskland.
- 22 november – Den svenska barnboksförfattarinnan Astrid Lindgren utkommer med boken Pippi Långstrump.[4]
- 26 november – Den svenska ransoneringen av bensin, skor och textil upphör.[2]
- 29 november
  - Jugoslavien utropas som republik.[21]
  - Stig Dagerman debuterar med romanen Ormen, en beredskapsskildring med fokus på ångesten.
- November – Den svenska Atomkommittén, som skall planlägga forskningsarbetet på kärnenergiområdet, tillsätts.

### December
- 5 december – Den svenska riksdagen antar en lag om humanisering av fångvården. Fångarna skall ej längre isoleras i fängelseceller utan behandlas i "öppen fångvård".[2]
- 14 december – Tyska CDU-partiet bildas.[9]
- 19 december – Ett svenskt riksdagsbeslut tas om Skatt vid källan.
- 20 december – General George S. Patton avlider efter en bilolycka den 9 december.
- 24 december – Fem av de tio barnen från familjen Sodder i Minnesota i USA försvinner spårlöst efter en brand i deras hem. Deras försvinnande förblir ett mysterium.
- 27 december – 28 nationer bildar Internationella valutafonden och Världsbanken.[9]
- 29 december – Den svenska skolutredningen avger sitt betänkande.

### Okänt datum
- Personal som övervakar svensk post, telegraf och telefon sägs upp.
- De sista hindren för svenska kvinnors rätt till statlig tjänst tas bort.
- Rösträttsåldern till Andra kammaren sänks till 21 år och de sista inkomsthindren för svensk rösträtt tas bort. Det är nu bara omyndiga svenskar, som ej får rösta.
- Det svenska sällskapet Länkarna bildas efter amerikansk förebild.
- Den svenska föräldraledigheten utökas till sex månader.
- De svenska socialdemokraterna och LO lanserar efterkrigsprogrammet som valmanifest.
- Den svenska censurlagstiftningen avskaffas.
- Ett bilateralt handelsavtal sluts mellan Sverige och Polen.
- En svensk jordförvärvslag införs som inskränker den enskildes rätt att förvärva jordbruksfastigheter, för att underlätta tillkomsten av bärkraftiga svenska jordbruk.
- Det statligt ägda Norrbottens Järnverk invigs.
- De svenska Oljekonsumenternas Riksförbund (OK) bildas.
- Det svenska företaget JM Bygg grundas av byggmästaren John Mattson.
- I närheten av svenskt territorialvatten sänks den tyska ubåten U3503 av den egna besättningen. Sverige bärgar ubåten och studerar den noggrant.
- Sverige upphäver restriktionerna i tryckfriheten.[2]
- Förbudet att sälja kartor i Sverige upphävs.[2]
- Saab presenterar sitt första civila flygplan, enmotoriga Saab 91 Safir.[2]
- Sverige slår Danmark med 2-1 i första efterkrigslandskampen i fotboll.[2]
- Behandling av gonorré med penicilin visar sig effektivt i Sverige.[2]
- Första passagerarflygningen från Sverige till USA körs över Island och Kanada.[2]
- Semester med bussresa mellan Sverige och europeiska kontinenten börjar vid denna tid skjuta fart.[22]

## Födda

### Första kvartalet

#### Januari
- 1 januari
  - Jacky Ickx, belgisk racerförare.
  - Muammer Özer, svensk-turkisk regissör, fotograf, filmproducent och manusförfattare.
- 2 januari – Slobodan Praljak, bosnienkroatisk militär och politiker. (död 2017)
- 5 januari – Roger Spottiswoode, kanadensisk filmregissör.
- 6 januari – Margrete Auken, dansk EU-parlamentariker.
- 7 januari – Yrsa Stenius, finlandssvensk journalist, författare och krönikör. (död 2018)
- 10 januari – Rod Stewart, brittisk sångare.
- 14 januari
  - Gunilla Larsson, svensk skådespelare.
  - Jacques Werup, svensk musiker, författare, scenartist och manusförfattare. (död 2016)
- 22 januari
  - Markku Kosonen, finländsk inredningsarkitekt, timmerman och formgivare. (död 2010)
  - Vibeke Løkkeberg, norsk regissör, skådespelare och manusförfattare.
  - Christoph Schönborn, kardinal inom Romersk-katolska kyrkan och tillika Österrikes primas.
- 26 januari – David Purley, brittisk racerförare. (död 1985)
- 27 januari – Olivier Rahmat, svensk regissör.
- 28 januari – Karen Lynn Gorney, amerikansk skådespelare, dansare och sångare.
- 29 januari
  - Donna Caponi, amerikansk golfspelare.
  - Jim Nicholson, nordirländsk politiker.
  - Tom Selleck, amerikansk skådespelare.
- 30 januari – June Carlsson, svensk journalist, nyhetspresentatör i TV. (död 2015)
- 31 januari – Joseph Kosuth, amerikansk konceptkonstnär.

#### Februari
- 5 februari – Diana Kjaer, svensk skådespelare. (död 2005)
- 6 februari
  - Bob Marley, jamaicansk musiker. (död 1981)
  - Bonnie Watson Coleman, amerikansk demokratisk politiker, kongressledamot 2015–.
- 9 februari – Mia Farrow, amerikansk skådespelare.
- 10 februari – Solveig Faringer, svensk sångerska och skådespelare.
- 12 februari – Maud Adams, svensk skådespelare och fotomodell.
- 13 februari – Wallis Grahn, svensk skådespelare. (död 2018)
- 14 februari – Nick Lampson, amerikansk demokratisk politiker, kongressledamot 1997–2005 och 2007–2009.
- 15 februari – Douglas Hofstadter, amerikansk akademiker och författare.
- 18 februari
  - Gunilla Gårdfeldt, svensk sångerska och skådespelare.
  - Judy Rankin, amerikansk golfspelare.
- 19 februari
  - Jeanette Gentele, svensk barnskådespelare, journalist och filmkritiker.
  - Lars Hansson, svensk skådespelare. (död 2022)
- 20 februari – Lena Johannesson, svensk professor.
- 22 februari – Ulf Sundqvist, finlandssvensk socialdemokratisk politiker och bankman. (död 2023)
- 26 februari – Mitch Ryder, amerikansk sångare.
- 27 februari – Brasse Brännström, svensk skådespelare. (död 2014)

#### Mars
- 1 mars – Svenne Hedlund, svensk sångare. (död 2022)
- 8 mars – Micky Dolenz, skådespelare, regissör och musiker, medlem i The Monkees 1966–1970.
- 9 mars
  - Ulla-Britt Norrman, svensk skådespelare. (död 2023)
  - Dennis Rader, amerikansk seriemördare.
- 12 mars
  - Leif G.W. Persson, svensk kriminolog och författare.
  - Salvatore Gravano, amerikansk förbrytare.
- 13 mars – Anatolij Fomenko, rysk matematiker, författare till publiksuccéerna Ny kronologi.
- 17 mars – Michael Hayden, amerikansk flygvapengeneral, NSA-chef 1999–2005, CIA-chef 2006–2009.
- 20 mars
  - Stig Fredrikson, svensk journalist.
  - Tim Yeo, brittisk parlamentsledamot för Konservativa partiet.
- 22 mars
  - Sheila Frahm, amerikansk republikansk politiker, senator 1996.
  - Paul Schockemöhle, tysk tävlingsryttare.
- 24 mars – Hans Josefsson, svensk operasångare och skådespelare.
- 30 mars – Eric Clapton, brittisk gitarrist och sångare.
- 31 mars – Ingvar Oldsberg, svensk sportjournalist och TV-programledare. (död 2022)

### Andra kvartalet

#### April
- 1 april
  - Totta Näslund, svensk musiker. (död 2005)
  - Jüri Lepik, svensk musiker. (död 1988)
- 2 april – Anne Waldman, amerikansk poet.
- 4 april – Daniel Cohn-Bendit, fransk politiker, EU-parlamentariker.
- 5 april
  - Marie Ahrle, svensk skådespelare. (död 2003)
  - Ove Bengtson, svensk tennisspelare.
- 7 april – Bob Brady, amerikansk demokratisk politiker, kongressledamot 1998–2019.
- 8 april – Margherita Cagol, italiensk terrorist. (död 1975)
- 9 april – Steve Gadd, amerikansk musiker, trummis.
- 14 april
  - Ritchie Blackmore, brittisk gitarrist, medlem i bland annat Deep Purple och Rainbow.
  - Lars Lindström, svensk skådespelare.
- 16 april – Tom Allen, amerikansk demokratisk politiker, kongressledamot 1997–2009.
- 17 april
  - Conny Evensson, svensk ishockeyspelare och -tränare.
  - Liv Wollin, svensk golfspelare.
- 18 april
  - Malin Ek, svensk skådespelare.
  - Mats Ek, svensk regissör.
- 21 april – Tomas Bolme, svensk skådespelare.
- 25 april – Björn Ulvaeus, svensk musiker och kompositör, Abba.
- 26 april – Jorge Serrano Elías, guatemalansk politiker, president 1991–1993.
- 27 april – Lasse Brandeby, svensk skådespelare. (död 2011)
- 29 april
  - Tammi Terrell, amerikansk soulsångerska. (död 1970)
  - Anne Marie Ottersen, norsk skådespelare.

#### Maj
- 5 maj
  - Charlie Gonzalez, amerikansk demokratisk politiker, kongressledamot 1999–2013.
  - Lars-Inge Svartenbrandt, svensk brottsling. (död 2016)
- 6 maj – Lasse Lundgren, svensk stuntman och skådespelare.
- 7 maj – Ewert Ljusberg, svensk vissångare och underhållningsartist. (död 2021)
- 8 maj
  - Keith Jarrett, amerikansk jazzpianist, polarpristagare 2003.
  - Bjarne Lundqvist, svensk musiker, trumslagare i Flamingokvintetten och Streaplers.
- 10 maj – Mats Wahl, svensk författare och manusförfattare.
- 11 maj – Robert Grundin, svensk operasångare och skådespelare.
- 12 maj
  - Alan Ball, brittisk fotbollsspelare. (död 2007)
  - Tormod Haugen, norsk författare och översättare. (död 2008)
- 13 maj – Lasse Berghagen, svensk sångare. (död 2023)
- 14 maj – Yochanan Vollach, israelisk fotbollsspelare.
- 17 maj – George Miller, amerikansk demokratisk politiker, kongressledamot 1975–2015.
- 19 maj – Pete Townshend, brittisk musiker, gitarrist i rockbandet The Who.
- 20 maj – Wally Herger, amerikansk republikansk politiker, kongressledamot 1987–2019.
- 24 maj – Priscilla Presley, amerikansk skådespelare, fotomodell och författare.
- 25 maj – Vilasrao Deshmukh, indisk politiker. (död 2012)
- 28 maj – Ted Åström, svensk skådespelare.
- 31 maj – Rainer Werner Fassbinder, tysk regissör. (död 1982)

#### Juni
- 3 juni – Hale Irwin, amerikansk golfspelare.
- 6 juni – Allen Boyd, amerikansk demokratisk politiker, kongressledamot 1997–2011.
- 7 juni – Wolfgang Schüssel, österrikisk politiker, förbundskansler 2000–2007.
- 8 juni – Lena-Pia Bernhardsson, svensk skådespelare.
- 10 juni – Lionel Poilâne, fransk bagare. (död 2002)
- 12 juni – Pat Jennings, nordirländsk fotbollsspelare, målvakt.
- 13 juni – Whitley Strieber, amerikansk författare.
- 15 juni
  - Gábor Harsányi, ungersk skådespelare.
  - Amos Sawyer, liberiansk politiker, tf. president 1990–1994. (död 2022)
- 16 juni – Jannik Bonnevie, norsk skådespelare.
- 17 juni
  - Tommy Franks, amerikansk armégeneral, militärbefälhavare för U.S. Central Command 2000–2003.
  - Eddy Merckx, belgisk tävlingscyklist.
- 19 juni
  - Radovan Karadžić, bosnienserbisk politiker och misstänkt krigsförbrytare, ursprungligen poet och psykiater.
  - Aung San Suu Kyi, burmansk mottagare av Nobels fredspris.
- 21 juni – Bert Karlsson, svensk entreprenör, skivbolagsdirektör och politiker (nydemokrat), riksdagsledamot 1991–1994.
- 22 juni – Gunilla Abrahamsson, svensk skådespelare.
- 24 juni
  - George Pataki, amerikansk politiker, guvernör i New York.
- 25 juni
  - Carolyn Cheeks Kilpatrick, amerikansk demokratisk politiker.
  - Carly Simon, amerikansk sångerska.
- 27 juni – David Scott, amerikansk demokratisk politiker, kongressledamot 2003-.
- 28 juni
  - Jane Harman, amerikansk demokratisk politiker.
  - Manne af Klintberg, svensk artist, uppträder som clown under namnet Clownen Manne.
- 29 juni – Chandrika Kumaratunga, Sri Lankas president 1994–2005.

### Tredje kvartalet

#### Juli
- 7 juli – Michael Ancram, brittisk parlamentsledamot för Konservativa partiet. (död 2024)
- 8 juli – Micheline Calmy-Rey, schweizisk politiker, utrikesminister 2003–2011, förbundspresident 2007 och 2011.
- 9 juli – Dean R. Koontz, amerikansk författare.
- 18 juli – Pat Doherty, nordirländsk politiker.
- 20 juli
  - Larry Craig, amerikansk republikansk politiker, senator 1991–2009.
  - Johanna Hald, svensk regissör, manusförfattare och stillbildsfotograf.
  - Håkan Sterner, svensk skådespelare.
- 21 juli – Phil Roe, amerikansk republikansk politiker.
- 22 juli – Peter Kropénin, svensk filmproducent.
- 26 juli – Helen Mirren, brittisk skådespelare.
- 28 juli – Richard Wright, brittisk musiker, medlem i Pink Floyd 1965–1979. (död 2008)
- 30 juli – David Sanborn, amerikansk jazzmusiker; altsaxofonist. (död 2024)

#### Augusti
- 6 augusti – Ingemar Johansson, svensk skribent, översättare och förläggare. (död 2014)
- 7 augusti – Asko Sarkola, finländsk skådespelare.
- 9 augusti – Arto Tolsa, finländsk fotbollsspelare. (död 1989)
- 10 augusti – Gerthi Kulle, svensk skådespelare.
- 13 augusti – Lars Engqvist, svensk journalist och socialdemokratisk politiker, socialminister 1998–2004.
- 14 augusti
  - Robin Hayes, amerikansk republikansk politiker, kongressledamot 1999–2009.
  - Steve Martin, amerikansk skådespelare och författare.
- 16 augusti
  - Sheila, fransk sångare.
  - Suzanne Farrell, amerikansk ballerina.
- 18 augusti – David Dewhurst, amerikansk republikansk politiker.
- 24 augusti – Vince McMahon, amerikansk fribrottare, CEO för WWE.
- 26 augusti – Mel Watt, amerikansk demokratisk politiker, kongressledamot 1993–2014.
- 31 augusti
  - Göran Johansson, svensk socialdemokratisk politiker, kommunstyrelsens ordförande i Göteborgs Stad 1988–1991 och 1994–2009. (död 2014)
  - Leonid Popov, ukrainsk kosmonaut.
  - Itzhak Perlman, israelisk violinist.
  - Van Morrison, irländsk musiker.
  - Bob Welch, amerikansk sångare och gitarrist, medlem i Fleetwood Mac 1971–1974. (död 2012)

#### September
- 1 september – Haris Silajdžić, bosnisk politiker.
- 4 september – Carl-Ingemar Perstad, svensk journalist.
- 10 september – José Feliciano, puertoricansk sångare.
- 11 september – Franz Beckenbauer, tysk fotbollsspelare och -tränare. (död 2024)
- 16 september – P. Chidambaram, indisk politiker, personalminister 1985–1989, handelsminister 1985–1989 och 1991–1996, finansminister 1996–1998.
- 19 september – John Burnett, brittisk parlamentsledamot för Liberal Democrats.
- 24 september – Janne Schaffer, svensk gitarrist, medlem i Electric Banana Band.
- 26 september – Bryan Ferry, brittisk musiker, frontfigur i Roxy Music.
- 27 september – Göran Johnsson, svensk fackföreningsman, ordförande i Metallindustriarbetareförbundet 1993–2005.
- 30 september – Ehud Olmert, israelisk premiärminister.

### Fjärde kvartalet

#### Oktober
- 1 oktober
  - Donny Hathaway, amerikansk soulsångare och musiker. (död 1979)
  - Mohammad Nassiri, iransk tyngdlyftare.
- 2 oktober – Don McLean, amerikansk musiker.
- 7 oktober
  - Gert Fylking, svensk skådespelare och programledare i radio.
  - Gunilla Nyroos, svensk skådespelare.
- 10 oktober – Anders Lönnbro, svensk skådespelare, regissör och producent. (död 2022)
- 13 oktober – Irene Lindh, svensk skådespelare och sångerska.
- 14 oktober
  - Bo Könberg, svensk folkpartistisk politiker, konsultativt statsråd 1991–1994.
  - Bernt Staf, svensk proggmusiker. (död 2002)
- 15 oktober – Manuel Aranguiz, chilensk-amerikansk skådespelare.
- 18 oktober – Chris Shays, amerikansk republikansk politiker, kongressledamot 1987–2009.
- 19 oktober – John Lithgow, amerikansk skådespelare.
- 20 oktober – Claes-Göran Hederström, svensk artist. (död 2022)
- 23 oktober – Kim Larsen, dansk musiker, sångare i Gasolin. (död 2018)
- 26 oktober – Jaclyn Smith, amerikansk skådespelare.
- 27 oktober – Luiz Inácio Lula da Silva, brasiliansk vänsterpolitiker, president 2003–2011 och 2023–.

#### November
- 3 november – Gerd Müller, tysk fotbollsspelare. (död 2021)
- 8 november
  - Dennis Moore, amerikansk demokratisk politiker, kongressledamot 1999–2011. (död 2021)
  - Angela Scoular, brittisk skådespelare.
- 8 november – Joseph DeAngelo, känd under smeknamnet Golden State Killer, amerikansk seriemördare.
- 9 november – Bo Knutsson, svensk antikexpert och TV-profil (känd från Antikrundan).
- 11 november – Daniel Ortega, president i Nicaragua 1985–1991.
- 12 november
  - Michael Bishop, amerikansk science fiction-författare.
  - Neil Young, kanadensisk rockmusiker.
- 15 november – Anni-Frid Lyngstad, norsk sångerska, Abba.
- 18 november – Mahinda Rajapaksa, lankesisk politiker, premiärminister i Sri Lanka 2004–2005, president 2005–.
- 21 november – Goldie Hawn, amerikansk skådespelare.
- 26 november – Björn von Sydow, svensk socialdemokratisk politiker, försvarsminister 1997–2002, riksdagens talman 2002–2006.
- 27 november – James Avery, amerikansk skådespelare.
- 28 november – Azar Habib, libanesisk sångare.
- 30 november
  - Hilary Armstrong, brittisk parlamentsledamot för Labour.
  - Roger Glover, brittisk musiker, basist i Deep Purple 1969–1973.

#### December
- 1 december – Bette Midler, amerikansk sångerska och skådespelare.
- 6 december – Ray LaHood, amerikansk republikansk politiker.
- 10 december
  - Peter Hüttner, svensk skådespelare och författare.
  - Alf Häggstam, svensk operasångare (bas) och sångpedagog.
- 11 december – Adrian Bailey, brittisk parlamentsledamot för Labour/Co-operative Party.
- 17 december – Ernie Hudson, amerikansk skådespelare, känd som Leo Glynn i Oz.
- 20 december – Peter Criss, trummis i rockbandet Kiss.
- 22 december – Barbro Sundback, åländsk politiker (socialdemokrat).
- 24 december
  - Lemmy Kilmister, brittisk musiker, basist och sångare i Motörhead.
  - Nicholas Meyer, amerikansk författare, regissör och producent.
  - Sharafuddin Idris Shah, Sultan av Selangor.
- 25 december
  - Rick Berman, amerikansk TV-producent.
  - Paula Brandt, svensk skådespelare.
  - Noel Redding, brittisk basist/gitarrist, var medlem i The Jimi Hendrix Experience.
  - Gary Sandy, amerikansk skådespelare.
  - Ken Stabler, amerikansk utövare av amerikansk fotboll. (död 2015)
- 28 december
  - Birendra, kung av Nepal 1972–2001. (död 2001)
  - Eskil Dalenius, svensk skådespelare.
- 29 december – Billy Butt, svensk musikproducent och skivbolagsdirektör.
- 30 december – Davy Jones, amerikansk skådespelare och musiker, medlem av The Monkees 1966–1970. (död 2012)
- 31 december – Connie Willis, amerikansk science fiction-författare.

## Avlidna

### Första kvartalet

#### Januari
- 9 januari – Jüri Uluots, 54, estländsk jurist och politiker, premiärminister och Estlands exilregerings tillförordnade statschef.
- 12 januari – Thomas Barlow, 99, brittisk läkare.
- 16 januari – Nils Dahlström, 49, svensk skådespelare och filmproducent.
- 19 januari – Petar Bojović, 86, serbisk militär.
- 23 januari – Helmuth James von Moltke, 37, tysk jurist och motståndsman, avrättad.

#### Februari
- 1 februari – Johan Huizinga, 72, nederländsk filolog och kulturhistoriker.
- 2 februari – Carl Friedrich Goerdeler, 60, tysk politiker, avrättad.
- 3 februari – Roland Freisler, 51, tysk jurist.
- 5 februari – Ragnar Östberg, 78, svensk arkitekt, ritade Stockholms stadshus[2].
- 8 februari – Karl Marthinsen, 48, norsk nazistisk politiker.
- 16 februari – Rudolf Värnlund, 45, svensk författare, dramatiker och manusförfattare.
- 23 februari – Rudolf Lange, 34, tysk SS-officer.
- 26 februari – Bror Olsson, 85, svensk skådespelare och teaterledare.

#### Mars
- 3 mars
  - Johnny Björkman, 54, svensk skådespelare, köpman, handelsresande, disponent.
  - William M. Calder, 76, amerikansk republikansk politiker.
- 5 mars – Hasso von Boehmer, 40, tysk överstelöjtnant, avrättad.
- 19 mars – Marcel Callo, 23, fransk motståndsman mot nazismen, död i koncentrationslägret Mathausen.
- 21 mars – Arthur Nebe, 50, tysk polis och SS-officer, avrättad.
- 26 mars – David Lloyd George, 82, brittisk politiker, Storbritanniens premiärminister 1916–1922.
- 31 mars
  - Anne Frank, 15, tysk-nederländsk dagboksskrivare, död i tyfus i koncentrationslägret Bergen-Belsen.
  - Torgny Segerstedt, 68, svensk publicist och religionshistoriker, chefredaktör för Göteborgs Handels- och Sjöfarts-Tidning[2], stark kritiker av Nazityskland[3].

### Andra kvartalet

#### April
- 2 april – Johannes Bachmann, 55, tysk sjömilitär, amiral 1942, stupad.
- 5 april – Karl Koch, 47, tysk SS-officer, avrättad.
- 9 april
  - Dietrich Bonhoeffer, 39, tysk luthersk teolog, motståndskämpe, avrättad.
  - Wilhelm Canaris, 58, tysk amiral, avrättad.
- 11 april – Alfred Meyer, 53, tysk nazistisk politiker, självmord.
- 12 april – Franklin D. Roosevelt, 63, amerikansk politiker, USA:s president sedan 1933[9].
- 15 april
  - Rolf Carls, 59, tysk sjömilitär, generalamiral 1940, stupad vid Bad Oldesloe.
  - Paul Fanger, 56, tysk sjömilitär, amiral 1942, stupad.
  - Hermann Florstedt, 50, tysk SS-officer, kommendant i Majdanek.
- 18 april – John Ambrose Fleming, 95, brittisk elektroingenjör och fysiker.
- 21 april – Walter Model, 54, tysk militär, generalfältmarskalk.
- 22 april – Käthe Kollwitz, 77, tysk konstnär.
- 23 april
  - Albrecht von Bernstorff, 55, tysk greve, diplomat och bankir, mördad.
  - Albrecht Haushofer, 42, tysk geopolitiker och professor, avrättad.
- 25 april – Humbert Achamer-Pifrader, 44, tysk SS-officer, flyganfall.
- 28 april – Benito Mussolini, 61, italiensk fascistisk diktator 1922–1943, avrättad.
- 29 april – Hermann Fegelein, 38, tysk SS-officer, Heinrich Himmlers adjutant, avrättad.
- 30 april
  - Adolf Hitler, 56, tysk diktator och rikskansler 1933–1945, självmord.
  - Eva Braun, 33, Adolf Hitlers partner, självmord.

#### Maj
- 1 maj
  - Joseph Goebbels, 47, tysk propagandaminister, självmord.
  - Hans Krebs, 47, tysk general, självmord.
  - Wilhelm Burgdorf, 50, tysk general, självmord.
- 2 maj
  - Kurt Fricke, 55, tysk sjömilitär, amiral 1942, stupad.
  - Wilhelm Prentzel, 66, tysk sjömilitär, amiral 1941, självmord.
  - Ludwig Stumpfegger, 34, tysk SS-läkare, Adolf Hitlers personlige kirurg 1944-1945, självmord.
  - Karl Fritzsch, 41, tysk SS-officer.
- 3 maj – Fedor von Bock, 64, tysk generalfältmarskalk, flyganfall.
- 5 maj – Emanuel Moravec, 52, tjeckoslovakisk militär, författare och nazikollaboratör, självmord.
- 8 maj – Josef Terboven, 46, tysk rikskommissarie i Norge, självmord.
- 9 maj
  - Beda Hallberg, 76, svensk initiativtagare till majblomman.
  - Friedrich Wilhelm Krüger, 51, tysk SS-officer, självmord.
- 10 maj
  - Konrad Henlein, 47, sudettysk nazistisk politiker, självmord.
  - Richard Glücks, 56, tysk SS-officer, självmord.
- 11 maj – Simon Gate, 62, svensk glaskonstnär.
- 12 maj – Richard Thomalla, 41, tysk SS-officer.
- 13 maj – Martin Luther, 49, tysk nazistisk politiker.
- 16 maj – Sten Njurling, 53, svensk kompositör och kapellmästare.
- 19 maj – Philipp Bouhler, 45, tysk SS-officer, självmord.
- 23 maj
  - Hans-Georg von Friedeburg, 49, tysk sjömilitär, generalamiral 1 maj 1945, självmord.
  - Heinrich Himmler, 44, tysk nazist, Reichsführer-SS, självmord.
- 24 maj
  - Robert von Greim, 52, tysk flygmilitär, generalfältmarskalk.
  - Franz Ziereis, 39, tysk SS-officer, kommendant i Mauthausen.
- 31 maj – Odilo Globocnik, 41, tysk nazistisk politiker och SS-Obergruppenführer, självmord.

#### Juni
- 2 juni – August Hirt, 47, tysk SS-läkare och SS-officer, självmord.
- 7 juni – Oskar Dirlewanger, 49, tysk SS-officer, SS-Oberführer.
- 15 juni – Carl Gustaf Ekman, 72, svensk frisinnad politiker och tidningsman, partiledare för Frisinnade folkpartiet 1924–1932, Sveriges statsminister 1926–1928 och 1930–1932[2].
- 16 juni – Nils Edén, 73, svensk liberal politiker och professor, Sveriges statsminister 1917–1920[2].
- 19 juni – Stefan Mazurkiewicz, 56, polsk matematiker.
- 22 juni – Frida Stéenhoff, 79, svensk författare och feminist.
- 26 juni – Emil Hácha, 72, tjeckoslovakisk jurist och politiker.

### Tredje kvartalet

#### Juli
- 9 juli – Maria Pawlikowska-Jasnorzewska, 53, polsk poet och dramatiker.
- 14 juli – Annita Gyldtenungæ, 28, svensk skådespelare.
- 17 juli – Ernst Busch, 60, tysk militär, generalfältmarskalk 1943.
- 19 juli
  - Otto von Schrader, 57, tysk sjömilitär, amiral 1942, självmord.
  - Heinrich Wölfflin, 81, schweizisk konsthistoriker.
- 25 juli – Kurt Gerstein, 39, tysk SS-officer.

#### Augusti
- 1 augusti – Greta Fock, 54, svensk skådespelare.
- 2 augusti – Pietro Mascagni, 81, italiensk operakompositör.
- 4 augusti – Rudolf Holsti, 63, finländsk politiker, utrikesminister 1919–1922 och 1936–1938.
- 21 augusti – Carl Barcklind, 72, svensk skådespelare, manusförfattare, operettsångare och regissör.
- 23 augusti – Julius Sundblom, 80, åländsk journalist och politiker.
- 26 augusti – Franz Werfel, 54, österrikisk författare.
- 28 augusti – Edith Erastoff, 58, finlandssvensk skådespelare.
- 31 augusti – Stefan Banach, 53, polsk matematiker.

#### September
- 7 september – John Ericsson, 62, svensk skådespelare och inspicient.
- 14 september – Marie Christensen, 74, dansk socialdemokratisk politiker, bland annat verksam för att förbättra tjänsteflickornas situation[23].
- 15 september
  - Clyde L. Herring, 66, amerikansk demokratisk politiker.
  - André Tardieu, 68, fransk politiker, Frankrikes tillförordnade president 7–10 maj 1932.
  - Anton Webern, 61, österrikisk kompositör.
- 24 september – Hans Geiger, 62, tysk fysiker.
- 26 september
  - Béla Bartók, 64, ungersk kompositör, pianist och musiketnograf.
  - Richard Beer-Hofmann, 79, österrikisk författare.
- 28 september – Heinrich Seetzen, 39, tysk SS-officer, befälhavare inom Einsatzgruppen, självmord.

### Fjärde kvartalet

#### Oktober
- 3 oktober – Truman H. Newberry, 80, amerikansk republikansk politiker och affärsman.
- 6 oktober – Leonardo Conti, 45, tysk nazistisk politiker, läkare, SS-Obergruppenführer, självmord.
- 8 oktober – Felix Salten, 76, österrikisk journalist och författare, upphovsman till Bambi.
- 9 oktober – Gottlieb Hering, 58, tysk SS-officer.
- 10 oktober – Venny Soldan-Brofeldt, 81, finländsk konstnär.
- 15 oktober – Pierre Laval, 62, fransk politiker, avrättad.
- 24 oktober – Vidkun Quisling, 58, norsk politiker, avrättad.
- 25 oktober – Robert Ley, 55, tysk nazistisk politiker, självmord.
- 30 oktober – Wincenty Witos, 71, polsk politiker.

#### November
- 8 november – August von Mackensen, 95, tysk militär.
- 10 november – John W. Thomas, 71, amerikansk republikansk politiker, senator 1928–1933 och 1940-1945.
- 11 november – Jerome Kern, 60, amerikansk musikalkompositör.
- 12 november – George B. Martin, 69, amerikansk demokratisk politiker, senator 1918–1919.
- 18 november – Luke Lea, 66, amerikansk demokratisk politiker, affärsman och publicist, senator 1911–1917.
- 28 november – Alexander Frey, 68, finländsk politiker.
- 30 november – Erik Johansson i Öckerö, 54, svensk fiskare och riksdagspolitiker.

#### December
- 5 december – Thomas H. Morgan, 79, amerikansk zoolog och genetiker, nobelpristagare 1933.
- 6 december – Alfred Saalwächter, 62, tysk sjömilitär, generalamiral 1940, avrättad i rysk fångenskap.
- 10 december – Erik A. Petschler, 64, svensk regissör, skådespelare och produktionsledare.
- 13 december
  - Josef Kramer, 39, tysk SS-officer, koncentrationslägerskommendant, avrättad.
  - Fritz Klein, 57, tysk SS-läkare och krigsförbrytare, avrättad.
  - Irma Grese, 22, tysk krigsförbrytare, avrättad.
- 16 december – Giovanni Agnelli, 79, italiensk industrialist, grundare av Fiat.
- 21 december – George S. Patton, 60, amerikansk fyrstjärnig general.
- 28 december – Theodore Dreiser, 74, amerikansk författare.

### Okänt datum
- Albert Mason Stevens, amerikansk barnläkare.

## Nobelpris[24]
- Fysik – Wolfgang Pauli, Österrike
- Kemi – Artturi Virtanen, Finland
- Medicin
  - Sir Alexander Fleming, Storbritannien
  - Sir Ernst Boris Chain, Storbritannien
  - Sir Howard Florey, Australien
- Litteratur – Gabriela Mistral, Chile
- Fred – Cordell Hull, USA

### Fotnoter
1. 1 2 3 4 5 6 7 8 9 10  100 år med Aftonbladet – 1945, 1999
2. 1 2 3 4 5 6 7 8 9 10 11 12 13 14 15 16 17 18 19  Hundra år i Sverige – 1945, Hans Dahlberg, Albert Bonniers, 1999
3. 1 2 3 4 5 6 7  Sverige 1900-talet – 1945, NE, Bra Böcker, 2000
4. 1 2 3 4 5 6 7 8 9 10 11 12 13 14 15 16 17 18  20:e århundrades När Var Hur – 1945, Bernt Himmelstedt, Forum, 1999
5. ↑  "Historical Information – Audie Murphy" (bio), Arlington National Cemetery, webpage:ANC-AMurphy Arkiverad 15 september 2010 hämtat från the Wayback Machine.
6. ↑  ”Wilhelm Gustloff - Uppslagsverk - NE”. www.ne.se. http://www.ne.se/uppslagsverk/encyklopedi/l%C3%A5ng/wilhelm-gustloff. Läst 28 mars 2017.
7. ↑   Guinness Book of World Records. 2008. sid. 137
8. ↑  "Year by Year 1945" – History International
9. 1 2 3 4 5 6 7 8 9 10 11 12 13 14 15 16 17 18  Faktakalendern 2000 – 1945 (Utlandet) , Semic, 1999
10. ↑  ”100 år med Aftonbladet”. http://wwwc.aftonbladet.se/special/1900/50/tv.html. – Titta... på Hajen ...och Ria...och Hyland, 1999
11. ↑  75 år Sverige, Carl-Adam Nycop, Bokförlaget Bra böcker, 1976, sidan 146 – Räddade med "Vita bussarna"
12. 1 2  Faktakalendern 1996, Semic, 1995
13. ↑  ”Liberatione”. Arkiverad från originalet den 14 april 2016. https://web.archive.org/web/20160414115418/http://www-lib.usc.edu/~anthonya/war/lib.htm.
14. ↑  ”Befrielsen 1945 – Tidslinje”. Arkiverad från originalet den 22 januari 2011. https://web.archive.org/web/20110122093917/http://www.befrielsen1945.dk/tidslinje/index.html.
15. ↑  75 år Sverige, Carl-Adam Nycop, Bokförlaget Bra böcker, 1976, sidan 146 – 35 000 ryska fångar transiteras
16. 1 2 3 4 5 6   nuclearfiles.org
17. ↑  ”Global security.org”. http://www.globalsecurity.org/military/library/report/1986/RMF.htm.
18. ↑  Faktakalendern 2000 – 1945 (Sverige), 1999
19. ↑  ”USA:s militära insatser i utlandet”. Arkiverad från originalet den 12 oktober 2011. https://www.webcitation.org/62NCLaa95?url=http://www.history.navy.mil/library/online/forces.htm.
20. ↑  "GOUVERNEMENT PROVISOIRE DE LA RÉPUBLIQUE FRANÇAISE". Assemblee-nationale.fr. Läst 23 juni 2014. (franska)
21. ↑  ”Det hände i dag – 29 november”. http://webnews.textalk.com/se/calendar.php?id=9747&type=month&ds=20101129&list=true.
22. ↑  Sverige 1900-talet – När Sverige tog semester, NE, Bra Böcker, 2000
23. ↑  ”Dansk kvindebiografisk leksikon – Marie Christensen”. http://www.kvinfo.dk/side/597/bio/1033/.
24. ↑  ”Nobelpriset”. https://www.nobelprize.org/prizes/lists/all-nobel-prizes/. Läst 10 april 2011.